# Edmund Dipper
Edmund Dipper (* 7. August 1871 in Widdern; † 8. März 1933 in Peking), deutscher Arzt und Hochschullehrer in Peking.

## Familie und Privates
Dipper war der Sohn des Lehrers Heinrich Dipper und seiner Ehefrau Dorothea, geb. Leonhardt. Seine Brüder waren Heinrich Dipper, Pfarrer und Direktor der Basler Mission und  Eugen Dipper, Pfarrer und Lehrer am Missionshaus der Basler Mission. Von Jugend an vom evangelischen Glauben stark geprägt, war Dipper von 1923 bis zu seinem Tod im Kirchenbeirat der evangelischen Kirche in Peking.
Dippers erste Ehefrau Eleonore war eine Tochter von Johannes Schmid und  starb schon bald nach der Eheschließung. In zweiter Ehe heiratete er im Jahr 1914 in Tsingtau Magdalene Louise, geb. Stickforth. Aus dieser Ehe stammt ein Sohn.

## Leben

### Ausbildung
Dipper wuchs in Stuttgart auf, wo er im Jahr 1889 am Karls-Gymnasium das Abitur ablegte. Er studierte von 1889 bis 1895 Medizin in Tübingen und Straßburg. Seit dem Studium war er Mitglied der Verbindung Normannia Tübingen.  1896 wurde er an der Eberhard Karls Universität in Tübingen promoviert. Zu dieser Zeit war er bereits approbierter Arzt in Stuttgart und arbeitete bei Oberarzt Karl Friedrich Steinthal in der chirurgischen Abteilung der Evangelischen Diakonissenanstalt Stuttgart als Assistenzarzt.

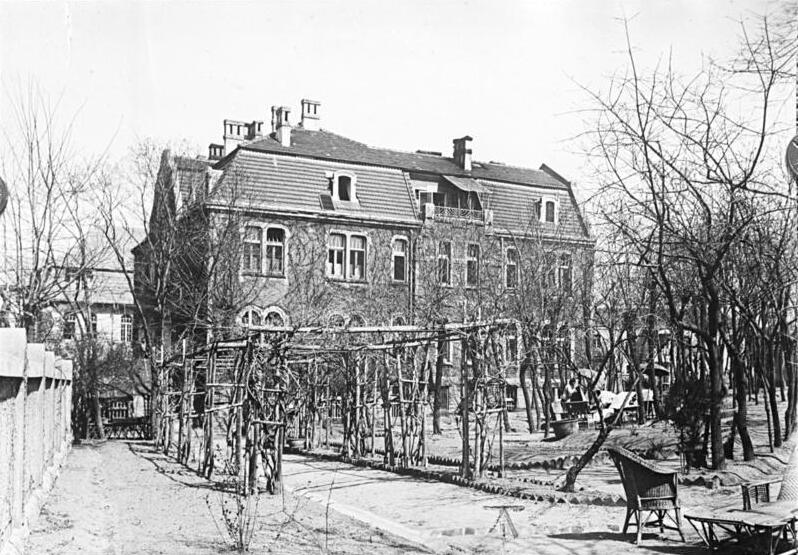
Das Faber-Krankenhaus in Tsingtau

### Tsingtau
Dipper trat Ende 1900 eine Stelle als angestellter Arzt des Allgemeinen evangelisch-protestantischen Missionsvereins in Tsingtau an. In dieser Eigenschaft gründete er im Folgejahr ein Krankenhaus für die chinesische Bevölkerung. Da der Missionsverein die Finanzierung übernommen hatte, wurde es nach einem verstorbenen Missionar Faber-Hospital benannt. Neben seiner Tätigkeit als Missionsarzt und Leiter des Faber-Hospitals praktizierte Dipper als niedergelassener Arzt.
Die Praxis des Allgemeinmediziners und Gynäkologen fand bei der europäischen Bevölkerung so großen Zuspruch, dass er 1905 seine Anstellung bei dem Missionsverein kündigen musste, um die Anforderungen seiner Privatpraxis erfüllen zu können. Er stand jedoch zur Unterstützung des Faber-Hospitals weiterhin zur Verfügung. Als sein ehemaliger Assistenzarzt und Nachfolger Willy Wick Tsingtau im Jahr 1906 verließ, übernahm Dipper wieder die Leitung des Hospitals.
Auf Dippers Anregung wurde aus Spendenmitteln der Gemeinde und des Missionsvereins für die europäische Bevölkerung der Kolonie eine weitere Klinik, das Faber-Krankenhaus, errichtet und 1907 eröffnet. Dipper übernahm die Leitung des Krankenhauses. Ihm standen zwei Krankenschwestern zur Seite.
Im letzten Jahr seines Aufenthalts in Tsingtau war Dipper zudem als Zollarzt des Kaiserlich Chinesischen Seezollamtes tätig.
Als 1908 klar war, dass Dipper nach Deutschland zurückkehren würde, konnte er als erfahrenen Arzt und Nachfolger für die Leitung des Faber-Hospitals Richard Wunsch gewinnen.

### Fortbildung in Deutschland
In Deutschland bildete sich Dipper weiter. Im Jahr 1909 bestand er in Stuttgart die Prüfung für den ärztlichen Staatsdienst und ging anschließend nach Magdeburg. Dort übernahm er am Krankenhaus Sudenburg eine Stelle als Assistenzarzt, um in der Gynäkologischen Abteilung der Klinik vom renommierten Wilhelm Thorn zu lernen. Im Jahr 1912 zog Dipper wieder nach Stuttgart.

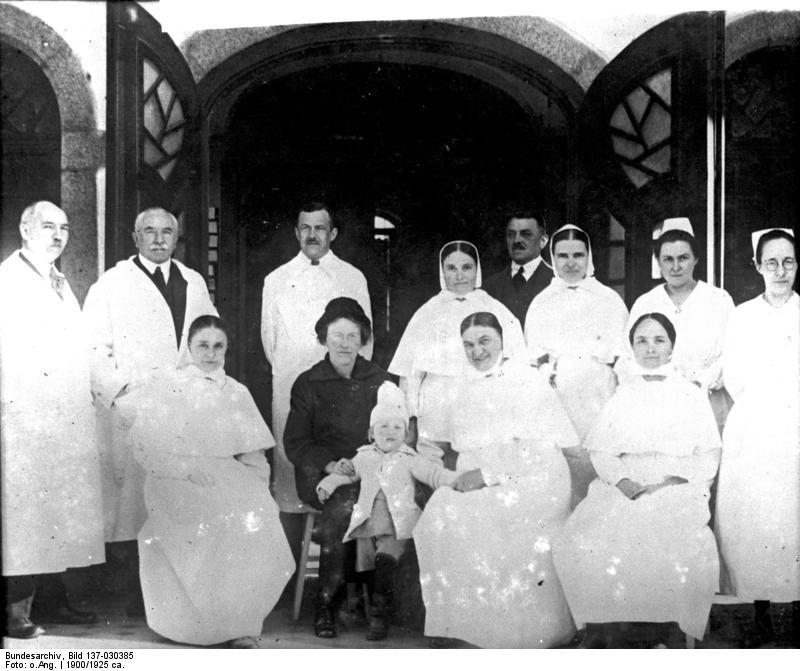
Dipper, Krieg, Reinhold Grimm und N.N. (stehend von links) mit Pflegerinnen des Deutschen Hospitals in Peking 1925

### Peking

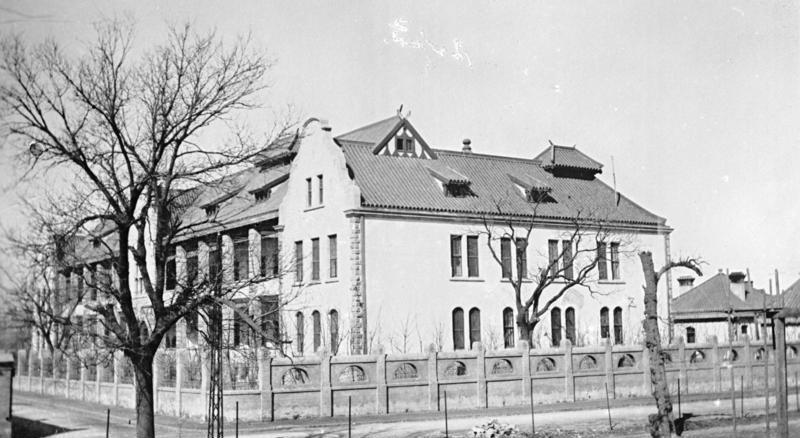
Das Deutsche Hospital in Peking 1929

Im Jahr 1913 berief der Krankenverein der deutschen Gemeinde in Peking Dipper als Chefarzt des ehemaligen Deutschen Militärlazaretts. Die Umwandlung in ein Zivilkrankenhaus konnte erst während der Kriegsjahre erfolgen. Nach der Kriegserklärung Chinas an das Deutsche Reich im Jahr 1917 entging Dipper der Ausweisung wohl nur deshalb, weil er die ganze Zeit über an der chinesischen Medizinhochschule in Peking unterrichtete. Das Krankenhaus, das später den Namen Deutsches Hospital Peking erhielt, hatte anfangs eine Kapazität von nur 20 Betten.
Als weiterer Chefarzt kam 1922 der Gesandtschaftsarzt Paul Krieg hinzu, der das Hospital als Gesandtschaftskrankenhaus nutzte. Innerhalb weniger Jahre gelang es den beiden, die Kapazität des Hospitals bis zum Jahr 1930 auf 110 Betten aufzustocken. Um die Arbeit bewältigen zu können, verpflichteten sie bereits 1923 den Dipper aus Tsintau bekannten Ophthalmologen Reinhold Grimm sowie dessen Bruder, den Gynäkologen und Chirurgen John Grimm. Allerdings litt das Arbeitsklima unter den Rivalitäten zwischen Krieg und Dipper, so dass John Grimm Peking bald wieder verließ. Als Pflegepersonal konnte Dipper im Jahr 1924 zunächst drei Schwestern aus der Evangelischen Diakonissenanstalt Stuttgart rekrutieren. Weitere Diakonissen kamen in den Folgejahren ans Deutsche Hospital. Daneben wurden Tätigkeiten von angelernten chinesischen Pflegekräften durchgeführt. Der hervorragende Ruf, den das Hospital unter Dipper und Krieg hatte, ließ nie einen Mangel an Ersatz für ausscheidende Ärzte und Krankenschwestern entstehen. Neben seiner Tätigkeit am Deutschen Hospital unterhielt Dipper eine Privatpraxis als niedergelassener Arzt für Allgemeinmedizin und Gynäkologie und war spätestens ab 1924 Professor an der Medizinhochschule in Peking.
Der Sanitätsrat war hoch angesehen und wurde auch von Mitgliedern des chinesischen Kaiserhauses konsultiert. Der chinesische Kaiser Puyi selbst vertraute ihm so weit, dass er sich 1924, als er sich während innenpolitischer Wirren in Sicherheit bringen musste, zunächst ins Deutsche Hospital flüchtete, um sich von dort aus in den Schutz der Japanischen Botschaft zu begeben.

## Militär
Im Jahr 1900 war Dipper Assistenzarzt der Landwehr 1. Aufgebots des Landwehrbezirks Stuttgart. Er wurde auch während seines Aufenthalts in China in den Ranglisten als Sanitätsoffizier der Reserve, zuletzt im Rang eines Stabsarztes, weitergeführt.

## Auszeichnungen
um 1909: Sanitätsrat

## Veröffentlichungen
- Über progressive Muskelatrophie. Dissertation der Medizinischen Fakultät in Tübingen. Verlag Franz Pietzcker, Tübingen 1896.
- Aus der chirurgischen Abteilung der evangelischen Diaconissenanstalt in Stuttgart (Dirigierender Arzt Dr. Steinthal). Über Schleichs Infiltrationsanästhesie. In: Deutsche Medizinische Wochenschrift vom 10. Dezember 1896. Jg. 22, Nr. 50, Georg Thieme Verlag, Leipzig 1896, S. 803.